# Wonderland (Computerspiel)
Wonderland ist ein Textadventure, das von Magnetic Scrolls entwickelt und 1990 von Virgin Games veröffentlicht wurde.

## Handlung
Wonderland basiert auf dem Kinderbuch Alice im Wunderland von Lewis Carroll. Der Spieler übernimmt die Rolle von Alice, die einem weißen, sprechenden Kaninchen in seinen Bau folgt und von dort in eine fremde Welt voller merkwürdiger, sprechender Kreaturen gelangt. Es werden keine Elemente aus der Roman-Fortsetzung Alice hinter den Spiegeln verwendet.

## Spielprinzip und Technik
Mit diesem Spiel führte Magnetic Scrolls ein neues Steuerungssystem namens Magnetic Windows ein. Das Inventar des Spielers, die Karte, die Grafiken etc. werden alle in separaten Fenstern angezeigt und können beliebig verschoben und skaliert werden. Es ist möglich, mittels Drag and Drop Objekte zwischen den Fenstern hin und her zu schieben, und so beispielsweise das Inventar zu verwalten; außerdem gibt es Kontext-Menüs zu einzelnen Objekten. Ebenso besitzt das Interface als dritte Steuerungsvariante die Möglichkeit, Kommandos über eine Dropdown-Liste einzugeben, statt sie manuell eintippen zu müssen, wie es bei anderen Textadventures bis dato der Fall war. Die Entwickler wollten damit die Zugänglichkeit vereinfachen und dem Spiel einen zusätzlichen Anreiz geben.
Eine weitere Besonderheit des Spiels ist die Möglichkeit, mit nahezu allen Objekten zu interagieren und stets eine passende Rückmeldung vom Spiel zu erhalten. Die Entwickler haben besonderen Wert darauf gelegt, dass der Spieler niemals auf eine Situation stößt, in der ihm mitgeteilt wird, dass eine Idee oder Möglichkeit nicht berücksichtigt wurde.

## Produktionsnotizen
Die Entwicklung begann 1987, als David Bishop der Unternehmensgründerin Anita Sinclair erste Entwürfe vorlegte. Bishop wurde daraufhin Projektentwickler. 
Rob Steggles, ehemaliger Mitarbeiter bei Magnetic Scrolls, stellte rückblickend in einem Essay die Vermutung auf, dass Wonderland hauptsächliche Ursache für den finanziellen Ruin bei Magnetic Scrolls gewesen sei, da zu viele Leute an dem Projekt arbeiteten und es in den Verkaufszahlen weit hinter den Erwartungen zurückblieb. So sprach er unter anderem davon, dass man die monatelange Programmierung eines eigenen Windows-Systems sowie eines Systems zur Animation der Bilder von Drittanbietern „zu einem Bruchteil der Kosten“ hätte extern einkaufen können anstelle diese Systeme selbst zu entwickeln.
Rob Steggles verließ das Unternehmen im Dezember 1988, also rund zwei Jahre vor der Fertigstellung von Wonderland.

## Rezeption
Wonderland erhielt überwiegend ganz positive Bewertungen. Die ASM kürte das Spiel seinerzeit zum „Spiel des Monats“ und vergab die damals noch sehr seltene Auszeichnung „Mega-Hit“. PowerPlay vergab das Siegel „besonders Empfehlenswert“ und wertete den Spielspaß mit 88 %. Der Amiga Joker vergab die Auszeichnung „Hit“ und wertete mit 92 %.